# Буаркуш
Буаркуш (порт. Buarcos; МФА: [bu.ˈaɾ.kuʃ]) — парафія в Португалії, у муніципалітеті Фігейра-да-Фош. Розташована в західній частині країни, на теренах історичної португальської провінції Бейра. Входить до складу округу Коїмбра. За адміністративним поділом, чинним до 1976 року, терени парафії були складовою провінції Берегова Бейра. Належить до Коїмбрської діоцезії Католицької церкви. Патрон — святий Петро. Площа — 13,8837 км². Населення — 8602 ос. (2011). Середньо урбанізований регіон. Густота населення — 619,58 осіб/км²
. Код — 060504.

## Населення
| Кількість мешканців | Кількість мешканців | Кількість мешканців | Кількість мешканців | Кількість мешканців | Кількість мешканців | Кількість мешканців | Кількість мешканців | Кількість мешканців | Кількість мешканців | Кількість мешканців | Кількість мешканців | Кількість мешканців | Кількість мешканців | Кількість мешканців |
| ------------------- | ------------------- | ------------------- | ------------------- | ------------------- | ------------------- | ------------------- | ------------------- | ------------------- | ------------------- | ------------------- | ------------------- | ------------------- | ------------------- | ------------------- |
| 1864                | 1878                | 1890                | 1900                | 1911                | 1920                | 1930                | 1940                | 1950                | 1960                | 1970                | 1981                | 1991                | 2001                | 2011                |
| 2 817               | 3 265               | 4 019               | 4 595               | 4 975               | 5 345               | 6 493               | 5 105               | 6 246               | 7 112               | 5 649               | 7 007               | 8 007               | 8 051               | 8 602               |